# Amblyopsidae
Amblyopsidae hay còn gọi là cá hang, cá hang mù là một họ cá mù, chúng phân bố tại Hoa Kỳ đây là nhóm cá cận nhiệt đới Mỹ và là cá nước ngọt, sinh sống chủ yếu ở khu vực phía Đông và trung tâm Mỹ.

## Đặc điểm
Đặc trưng của họ này chính là những con cá trong họ này vừa mù vừa điếc ngược quy luật tự nhiên. Một số loài cá mù hơi có vấn đề về thính giác có thể cùng nghe được âm thanh ở tần số thấp, tuy nhiên chỉ có những loài cá sống ở mặt nước là có thể nghe được âm thanh ở tần số cao hơn, từ 800 Hz tới 2 kHz.
Cá hang có số lượng tế bào lông, chịu trách nhiệm cảm thụ âm thanh trong tai, cần thiết để nghe, ít hơn so với loài sống trên mặt nước. Nguyên nhân khiến các loài cá này bị điếc là vì tần số âm thanh nơi chúng sống ít khi vượt quá 1 kHz nên chúng chỉ thích nghi với những tần số đó, cá này sử dụng khả năng siêu nhạy cảm của mình với sự xung động của sóng nước để tìm kiếm thức ăn và bạn tình.

## Các chi
- Amblyopsis
- Chologaster
- Forbesichthys
- Speoplatyrhinus
- Typhlichthys